# 大豊町立大杉中学校
大豊町立 大杉中学校（おおとよちょうりつ おおすぎちゅうがっこう）は、高知県長岡郡大豊町にあった公立中学校。
2009年（平成21年）3月31日に大豊町立大豊中学校と共に大豊町立大豊町中学校へ統合し廃校となった。

## 沿革
- 1956年（昭和31年） - 天坪中小学校を大杉中小学校へ統合。
- 1961年（昭和36年） - 九寿軒中学校を大杉中学校へ統合。
- 1962年（昭和37年） - 川口中学校を大杉中学校へ統合。
- 1972年（昭和47年） - 立川中学校を大杉中学校へ統合。
- 1995年（平成07年） - 穴内中学校を大杉中学校へ統合。
- 2009年（平成21年）3月31日 - 大豊中学校と大杉中学校を統合し大豊町中学校となる。大杉中学校の位置に新設。

## 周辺
- 道の駅大杉
- 穴内川
- 杖立山
- ゆとりすとパークおおとよ

## 所在地等
- 〒789-0250 高知県長岡郡大豊町中村大王1057
- 最寄駅：JR土讃線大杉駅